# Venganza de la Reina Ana
La Venganza de la Reina Ana (en inglés "Queen Anne's Revenge") era un barco con el que Barbanegra surcó la costa occidental de África y el Caribe, atacando navíos de diversa nacionalidad, especialmente ingleses, holandeses y portugueses.

## Historia
Originalmente el nombre del barco era La Concorde. Se construyó en Gran Bretaña en 1710, pero los franceses lo robaron dos años después, lo rebautizaron como "La Concorde de Nantes" y lo dedicarían al tráfico de esclavos. Se trataba de una fragata que podía cargar hasta 300 toneladas. En un principio el propietario de La concorde era el comerciante Réne Montaudoin, el cual se dedicaba a la venta de esclavos y la fabricación de textiles en Francia. 
El 17 de noviembre de 1717, el barco fue tomado por el capitán Edward Thatch, que lo convirtió en un barco pirata y lo equipó con 40 cañones. 
En 1718, el pirata Barbanegra y su buque insignia, el Queen Anne's Revenge (La venganza de la Reina Ana) de 30 metros de eslora, causaba estragos asaltando las rutas marítimas británicas de suministros que iban y venían de las colonias americanas. Entonces, los británicos ofrecieron el perdón a todos los piratas que abandonasen ese medio de vida. Barbanegra decidió aceptar, pero, cuando se acercaba a la costa de Carolina del Norte, su buque insignia encalló en lo que hoy en día se conoce como Beaufort Inlet. Finalmente, Barbanegra abandonó su barco dejando que sucumbiera a los elementos.

## Captura deLa Concorde
Después de que Benjamin Hornigold y Edward Thatch se separaran momentáneamente y tomaran distintos rumbos en el Caribe para apresar barcos de forma independiente, Barbanegra ya se había hecho de varios barcos comerciantes y una gran reputación como un capitán que usaba el terror como una táctica a primera instancia para apresar barcos.
En noviembre de 1717, Barbanegra estaba al mando del Revenge, barco originalmente perteneciente a Stede Bonnet que contaba con 10 cañones, una capacidad de 70 tripulantes y un peso de 60 toneladas, así mismo en sus viajes por el Caribe Thatch también se había hecho de una balandra de 8 cañones, 30 tripulantes y 40 toneladas. En aquel tiempo, Bonnet, se encontraba aún en mal estado en el camarote del Revenge debido al mal planeamiento e inexperiencia que había tenido meses atrás al querer atacar a un barco de guerra español, es así como Barbanegra había decidido suplantarlo temporalmente como capitán hasta que se recuperara de las heridas. Thatch estaba decidido a encontrar un buque insignia que pudiera ser un símbolo de poderio y avance para la piratería, consultando la decisión con su tripulación de apresar un buque de mayores dimensiones decidió dar rumbo hacia las islas de Barlovento donde estaría seguro de encontrar las rutas marítimas transatlánticas.
El 17 de noviembre de 1717 el Revenge dio aviso de un barco, se trataba de El concorde al mando del capitán Pierre Dosset, para suerte de Barbanegra y su tripulación no sabrían que la captura del gran buque sería demasiado fácil. El concorde había partido del puerto de Nantes hacía 8 meses, pero durante el trayecto hacia el Caribe encontraron dos grandes tormentas que habían dejado al barco dañado, aparte de que más de la mitad de su  tripulación se encontraba enferma de escorbuto y disenterias, para Dosset enfrentarse con los piratas le sería una tarea imposible. La caza de los piratas al Concorde duró apenas un par de horas en lo que lo alcanzaban con los dos barcos a disposición de Barbanegra; dos andadas de cañones fueron suficientes para hacer que Dosset decidiera arriar las velas y la bandera.
Para cuando Barbanegra se encontraba ya en la cubierta del Concorde sabría que había hallado el buque que pondría en alto a la piratería. El Concorde le recordaba a Thatch el gran navío Whydah que Samuel Bellamy había tenido. Finalmente los piratas rebautizaron a El Concorde por el nombre del Queen Anne's Revenge, aludiendo a la tendencia política hacia los Jacobitas en Inglaterra y un símbolo de venganza de la Reina Ana.
El barco se hundió cerca de Beaufort, en Carolina del Norte (EE. UU.), tal vez con intención por parte de Teach, que trasladó sus pertenencias y sus hombres de confianza a un barco más pequeño de su flota: el "Adventure"

## Descubrimiento arqueológico
En noviembre de 1996 se localizó el pecio del que parecía ser el auténtico navío, por miembros de la compañía por Intersal Inc. en las costas de Carolina del Norte. De allí se han recuperado numerosos objetos que hacen sospechar que es el hallazgo de uno de los barcos piratas más legendarios de la historia. No obstante, la investigación sigue adelante.

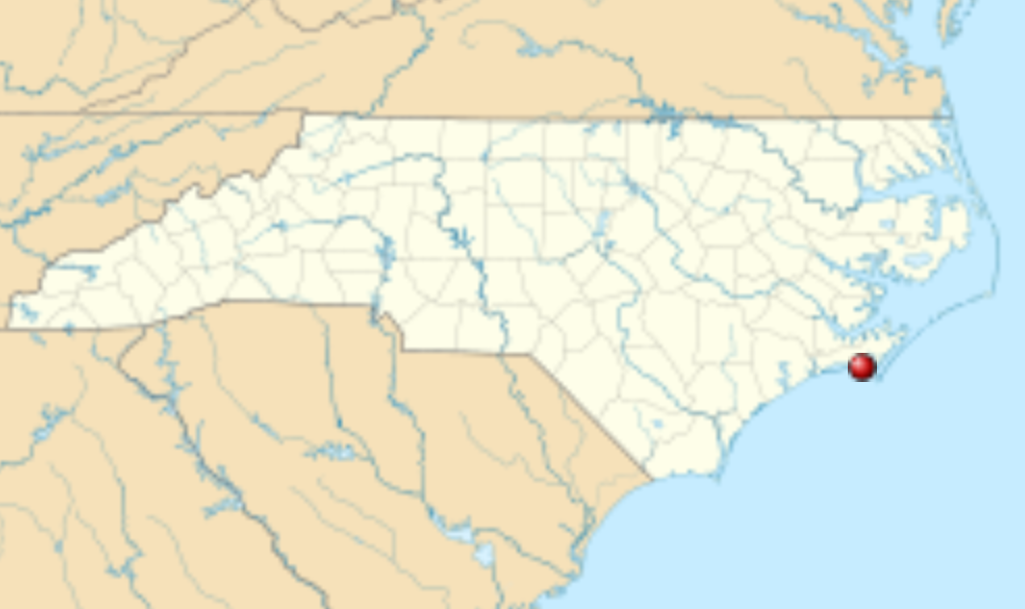
Ubicación de Queen Anne's Revenge (Carolina del Norte).

## Registro nacional de lugares históricos
El buque fue agregado en 2004 al Registro Nacional de Lugares Históricos con el número de referencia de 04000148. Actualmente el barco es propiedad del estado de Carolina del Norte.

## En la cultura popular

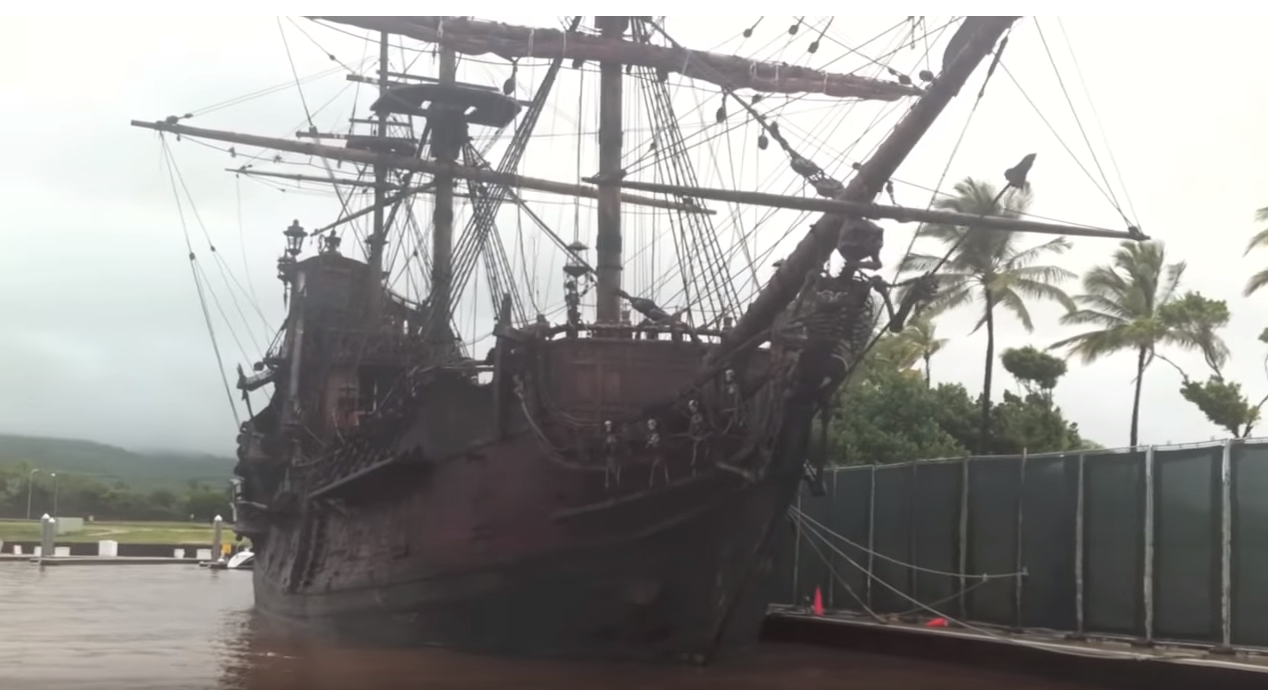
HMS Sunset, barco que retrató al Venganza de la reina Ana en la película Piratas del Caribe: On Stranger Tides

- El buque se muestra en el videojuego de Assassin's Creed IV: Black Flag.
- El buque Queen Anne's Revenge aparece en la película Piratas del Caribe: navegando aguas misteriosas de 2011.
- El barco se menciona en la serie Legends of tomorrow:La maldición del tótem de la tierra.
- El barco aparece en la serie Black Sails.